# Futbolniy Klub Shakhtar
Futbolniy Klub Shakhtar Donetsk (em ucraniano: футбольний клуб «Шахтар» Донецьк) é um clube de futebol profissional da Ucrânia, fundado em 1936 na cidade de Donetsk. Em 2014, devido à Guerra em Donbas, o clube foi forçado a se mudar para Lviv e jogou partidas em Lviv (2014–2016) e em Kharkiv (2017–2020) enquanto tinha sua sede administrativa e instalações de treinamento em Kiev. Em maio de 2020, o Shakhtar começou a jogar partidas em casa no Estádio Olímpico de Kiev.
Um dos clubes mais bem-sucedidos do Leste Europeu, o Shakhtar possui como principal conquista a Copa da UEFA (atual Liga Europa da UEFA) da temporada 2008/09. O clube também é reconhecido por sua ligação com futebolistas brasileiros.

## História
A equipe tem desempenhado sob os seguintes nomes: Stakhanovets (1936–1946), Shakhtyor (1946–1992) e FC Shakhtar (desde 1992).
O clube foi originalmente formado em maio de 1936 e foi inicialmente denominado Stakhanovets em referência a Oleksiy Stakhanov. O primeiro sucesso da equipe foi em 1951, quando então o Shakhtar terminou em terceiro lugar no Campeonato da URSS.

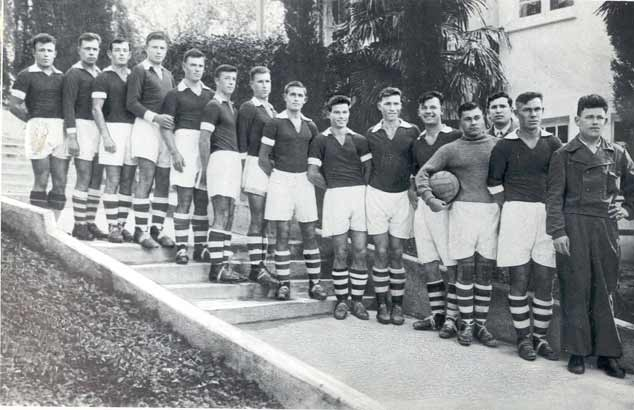
Jogadores do Shakhtar em 1937

Na década de 1960, sob o comando do treinador Oleg Oshenkov, o Shakhtar foi três vezes finalista da Copa da URSS, ganhando duas vezes em 1961 e 1962. O clube foi apelidado de “The Cup Team” devido ao sucesso do Shakhtar nestas duas temporadas, contudo, as conquistas mais notáveis ocorreram posteriormente, a partir de meados da década de 1970 ao início de 1980.
Em 1975, o Shakhtar teve dois Campeonatos da URSS e recebeu o direito de representar a União Soviética na competição europeia. Em 1978, o Shakhtar terminou em terceiro lugar no Campeonato da URSS. Um ano mais tarde, a equipe terminou na segunda colocação e seu capitão, Vitaliy Starukhin, foi eleito o melhor jogador e terminou o Campeonato da URSS como artilheiro, com 26 gols marcados.
Shakhtar, duas vezes sai vencedor da Copa da URSS, em 1980 e 1983. Em 1984, ele ganhou a Super Taça da URSS, vencendo o Dnipro Dnipropetrovsk.
Na recém-independente Ucrânia, juntamente com o Shakhtar, o Dínamo de Kiev tornou-se o rival perene na concorrência pelo primeiro lugar. Em 1999, a Academia de Futebol do Shakhtar foi aberta e agora hospeda o futebol de formação para cerca de 3 mil crianças.
No dia 11 de outubro de 1996, Rinat Akhmetov foi nomeado o presidente do Shakhtar Donetsk, o que coincidiu com bons resultados em campo para clube. A equipe vem mantendo a posição de liderança no Campeonato Ucraniano desde então, terminando na primeira ou na segunda posição. O Shakhtar venceu várias vezes o Campeonato Ucraniano, ganhou a Taça Doméstica de 1997, 2001, 2002 e 2004 e a Supercopa de 2005. O time vem se destacando em competições europeias. A Recopa Europeia, há muito tempo, é o calcanhar de aquiles do Shakhtar. Após um sucesso em 1997 contra o italiano Vicenze na Rodada de 16 avos, o FC Shakhtar tem ambiente desafiador ao enfrentar regularmente clubes europeus.
O clube desenvolve a sua infraestrutura. Em 1999, o Shakhtar abriu sua academia de futebol para a juventude. No mesmo ano em que terminou a reconstrução de instalações para formação profissional Kirsha, a academia do Shakhtar foi modernizada conforme as exigências da UEFA.
Sob o mandato do presidente Viktor Prokopenko, o Shakhtar disputou pela primeira vez a Liga dos Campeões da UEFA em 2000, e estreou com uma vitória sobre o Slavia Praga. No mesmo ano, contratou seu primeiro jogador estrangeiro: o romeno Marian Aliuta. Posteriormente contratou jogadores da Nigéria, Croácia, Romênia, República Tcheca, Polônia, Sérvia e Montenegro e Macedônia (atual Macedônia do Norte). Teve ainda um treinador estrangeiro, o italiano Nevio Scala, que garantiu o título do Campeonato Ucraniano. Depois o time foi comandado pelo alemão Bernd Schuster, teve grande sucesso com o romeno Mircea Lucescu e é atualmente, 2019 a 2021, comandado pelo português Luís Castro.

Desde então o Shakhtar tem novas ambições. O seu presidente Rinat Akhmetov visa ganhar um campeonato europeu. O que veio acontecer tempos depois, quando o Shakhtar Donetsk venceu a Taça UEFA de 2009 sobre o Werder Bremen. Shakhtar ainda espera, a longo prazo, conquistar a Liga dos Campeões.

Donetsk Donbass Arena 09

Além disso, eles querem ter uma Academia de Futebol com jogadores formados para o elenco principal e um moderno Centro de Reabilitação para os jogadores. Na Ucrânia, durante algumas temporadas, o Shakhtar tem a maior presença de público da liga, com média em torno de 20 mil pessoas por jogo.
O clube também é conhecido pelas contratações de muitos jogadores brasileiros.

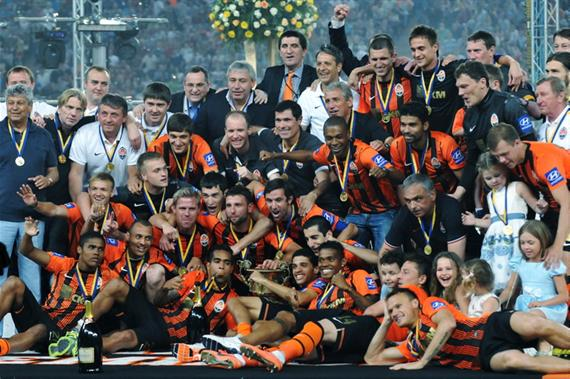
Shakhtar Donetsk em 2013

Em 2009 faz história ao conquistar o seu primeiro título europeu: A Copa da UEFA, equivalente à atual Liga Europa da UEFA, segunda competição mais importante da Europa. O Shakhtar tinha em seu elenco como principal destaque o brasileiro Willian, jogador que havia chegado ao clube em 2008 após se destacar pelo Corinthians.
Em agosto desse mesmo ano disputou a Supercopa da UEFA, enfrentando o temido Barcelona de Lionel Messi e companhia, que havia conquistado tudo o que disputou na temporada 2008–09. A partida foi bastante equilibrada, mas terminou se confirmando o favoritismo dos Blaugarnas que venceram pelo placar de 1 a 0.
Nas temporadas seguintes o Shakhtar assumiu total hegemonia na Ucrânia conquistando todas as edições do Campeonato Ucraniano consecutivamente entre 2010 e 2014. Em 2011 fez sua melhor participação na Liga dos Campeões alcançando de forma inédita as quartas-de-final, sendo eliminado pelo Barcelona, tendo empatado o jogo de ida em Donetsk por 1 a 1 e perdido no Camp Nou pelo placar de 3 a 1.
Em 2013, o Shakhtar pagou 77 milhões de reais no meia brasileiro Bernard, uma das principais revelações do futebol brasileiro nos dois últimos anos.
Na temporada 2014–15 o Shakhtar ficou sem vencer nenhum título pela primeira vez desde a temporada 2006–07, após ser vice-campeão do Campeonato Ucraniano e também vice-campeão da Copa da Ucrânia, perdendo ambos os títulos justamente para seu maior rival, o Dínamo de Kiev. Em 2015–16 conquistou os dois principais títulos do futebol ucraniano na mesma temporada: o Campeonato Ucraniano e a Copa da Ucrânia; o que não acontecia desde a temporada 2012–13.
Como consequência da Guerra Civil no Leste da Ucrânia, o clube deixou de sediar-se em Donetsk em 2014, passando a ser uma equipe de Kiev.

## Símbolo
Em maio de 1936, a equipe adotou o seu primeiro símbolo. Foi um hexágono azul com uma borda vermelha com a letra C cruzaram com um martelo de carvão. Em 1946, quando a sociedade desportiva da equipe foram renomeados de Stakhanovets em Shakhtar, o clube adquiriu a inscrição ДСО «Шахтер» e uma foto de uma pilha (Terri) e uma estaca (Koper). Na década de 1960, dois martelos apareceram no centro e uma assinatura «Шахтер» Донецк em torno do logotipo. O que se tornou raro (à excepção de algumas temporadas no início dos anos 90), o símbolo sumiu da camiseta dos jogadores.
Em 1989, o artista Viktor Savilov ofereceu ao clube um projeto de reestruturação variante de um logotipo com elementos de uma bola e um campo.

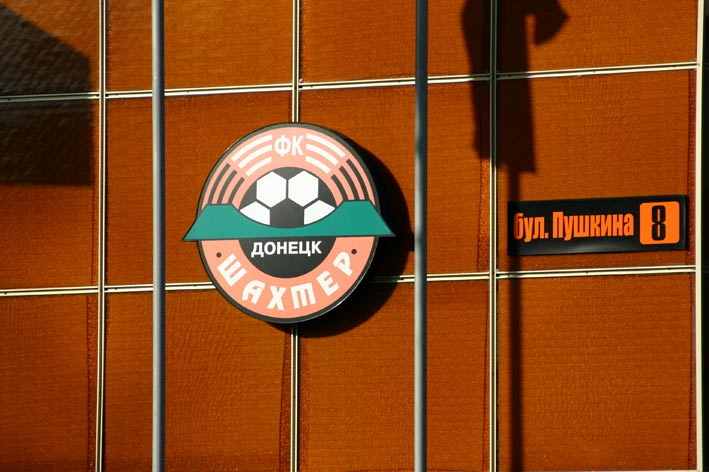
Simbolo da equipe utilizado em 1997 até 2007.

O emblema foi adicionado ao kit em 1997 e ficou até 2007.
No dia 5 de dezembro de 2007, o Shakhtar apresentou o seu novo brasão, que havia sido concebido pela companhia italiana Interbrand. Pela primeira vez em mais de 30 anos, os martelos cruzados, símbolos tradicionais do clube, estiveram presentes no brasão. Além disso, pela primeira vez, o nome foi escrito na língua ucraniana e não em russo.
Desde 1961 as cores oficiais são o preto e o laranja.

## Rivalidades
O principal rival do Shakhtar é o Dínamo de Kiev, clube da capital do país, com quem faz o clássico denominado “Klasychne derby” (Dérbi Clássico).
Há também a rivalidade local com o Metalurh Donetsk, cujo clássico recebe o nome de “Donetsk derby” (Dérbi de Donetsk) ou “Donbas derby” (Dérbi de Donbas), cujos nomes são da cidade e da região dos dois times, respectivamente.

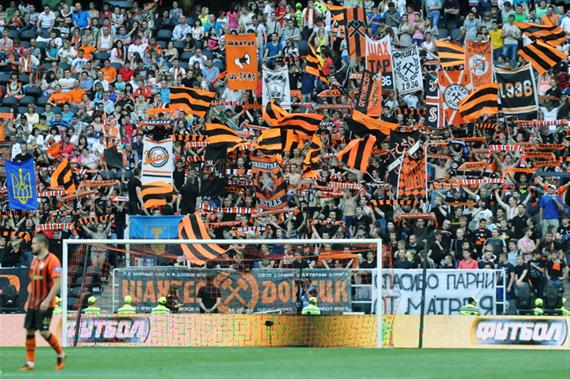
Torcida do Shakhtar na arquibancada com bandeiras em apoio ao time

## Títulos
| Continentais                                     | Continentais                       | Continentais | Continentais |
|                                                  | Competição                         | Títulos      | Temporadas |
| ------------------------------------------------ | ---------------------------------- | ------------ | --- |
|                                                  | Copa da UEFA                       | 1            | 2008–09 |
| Nacionais                                        |                                    |              | |
|                                                  | Competição                         | Títulos      | Temporadas |
| Ucrânia                                          | Campeonato Ucraniano               | 16           | 2001–02, 2004–05, 2005–06, 2007–08, 2009–10, 2010–11, 2011–12, 2012–13, 2013–14, 2016–17, 2017–18, 2018–19, 2019–20, 2021–22, 2022–23, 2023–24 |
| Ucrânia                                          | Copa da Ucrânia                    | 15           | 1994–95, 1996–97, 2000–01, 2001–02, 2003–04, 2007–08, 2010–11, 2011–12, 2012–13, 2015–16, 2016–17, 2017–18, 2018–19, 2023–24, 2024-25          |
| Ucrânia                                          | Supercopa da Ucrânia               | 9            | 2005, 2008, 2010, 2012, 2013, 2014, 2015, 2017, 2021                                                                                           |
| Títulos Nacionais da União Soviética (1936-1991) |                                    |              | |
|                                                  | Competição                         | Títulos      | Temporadas |
| União das Repúblicas Socialistas Soviéticas      | Copa da URSS                       | 4            | 1961, 1962, 1980, 1983 |
| União das Repúblicas Socialistas Soviéticas      | Supercopa da URSS                  | 1            | 1983 |
|                                                  | Total (Nacionais + Internacionais) | 40           | |

### Outras Conquistas
- Channel One Cup: (1)
  - 2006
- La Manga Cup: (1)
  - 2008
- Uhrencup: (1)
  - 2009
- Copa do Sol: (2)
  - 2010, 2013
- Salzburgerland Cup: 2011
- United Tournament/United Supercup: 2014
- Trofeo Bortolotti: 2015
- IFA Shield [nota 1] vice-campeão: 1985[14]

## Estatísticas
União Soviética
| Temporada | Divisão | Posição | Partidas | V  | E  | D  | GC | GA | Pts | Copa           | Europa | Europa | Notas |
| --------- | ------- | ------- | -------- | -- | -- | -- | -- | -- | --- | -------------- | ------ | ------ | ----- |
| 1977      | 1       | 5       | 30       | 9  | 16 | 5  | 31 | 24 | 34  | 1/4            | UC     | 1/8    |       |
| 1978      | 1       | 3       | 30       | 16 | 5  | 9  | 42 | 31 | 37  | 2º Lugar       |        |        |       |
| 1979      | 1       | 2       | 34       | 20 | 8  | 6  | 57 | 33 | 48  | Fase de Grupos | UC     | 1/16   |       |
| 1980      | 1       | 6       | 34       | 13 | 9  | 12 | 45 | 40 | 35  | Campeão        | UC     | 1/32   |       |
| 1981      | 1       | 7       | 34       | 12 | 10 | 12 | 51 | 39 | 34  | Fase de Grupos | UC     | 1/32   |       |
| 1982      | 1       | 14      | 34       | 10 | 9  | 15 | 42 | 57 | 29  | Fase de Grupos |        |        |       |
| 1983      | 1       | 9       | 34       | 16 | 3  | 15 | 48 | 40 | 35  | Campeão        |        |        |       |
| 1984      | 1       | 13      | 34       | 10 | 9  | 15 | 47 | 46 | 29  | 1/8            | CWC    | 1/4    |       |
| 1985      | 1       | 12      | 34       | 10 | 12 | 12 | 46 | 45 | 30  | 2º Lugar       |        |        |       |
| 1986      | 1       | 6       | 30       | 11 | 9  | 10 | 40 | 38 | 31  | 2º Lugar       |        |        |       |
| 1987      | 1       | 7       | 30       | 10 | 10 | 10 | 29 | 31 | 30  | 1/16           |        |        |       |
| 1988      | 1       | 8       | 30       | 9  | 10 | 11 | 30 | 28 | 28  | 1/8            |        |        |       |
| 1989      | 1       | 14      | 30       | 9  | 5  | 16 | 24 | 36 | 23  | 1/4            |        |        |       |
| 1990      | 1       | 8       | 24       | 6  | 10 | 8  | 23 | 31 | 22  | 1/8            |        |        |       |
| 1991      | 1       | 12      | 30       | 6  | 14 | 10 | 33 | 41 | 26  | 1/8            |        |        |       |
 Ucrânia
| Temporada | Divisão | Posição | Partidas | V  | E  | D  | GC | GA | Pts | Copa       | Europa | Europa                        | Notas |
| --------- | ------- | ------- | -------- | -- | -- | -- | -- | -- | --- | ---------- | ------ | ----------------------------- | ----- |
| 1992      | 1       | 4       | 18       | 10 | 6  | 2  | 31 | 10 | 26  | Finais     |        |                               |       |
| 1992–93   | 1       | 4       | 30       | 11 | 12 | 7  | 44 | 32 | 34  | Finais     |        |                               |       |
| 1993–94   | 1       | 2       | 34       | 20 | 9  | 5  | 64 | 32 | 49  | Finais     |        |                               |       |
| 1994–95   | 1       | 4       | 34       | 18 | 8  | 8  | 52 | 29 | 62  | Campeão    | UC     | 4 Rodada                      |       |
| 1995–96   | 1       | 10      | 34       | 13 | 6  | 15 | 44 | 43 | 45  | Finais     | CWC    | 1ª Rodada                     |       |
| 1996–97   | 1       | 2       | 30       | 19 | 5  | 6  | 72 | 28 | 62  | Campeão    |        |                               |       |
| 1997–98   | 1       | 2       | 30       | 20 | 7  | 3  | 61 | 25 | 67  | Finais     | CWC    | 2ª rodada                     |       |
| 1998–99   | 1       | 2       | 30       | 20 | 5  | 5  | 70 | 25 | 65  | Finais     | UC     | 2ª Rodada                     |       |
| 1999–00   | 1       | 2       | 30       | 21 | 3  | 6  | 60 | 16 | 66  | Finais     | UC     | 1ª rodada                     |       |
| 2000–01   | 1       | 2       | 26       | 19 | 6  | 1  | 71 | 21 | 63  | Campeão    | UC     | 3ª Rodada                     |       |
| 2001–02   | 1       | 1       | 26       | 20 | 6  | 0  | 49 | 10 | 66  | Campeão    | UC     | 1ª rodada                     |       |
| 2002–03   | 1       | 2       | 30       | 22 | 4  | 4  | 61 | 24 | 70  | 2º lugar   | UC     | 1ª rodada                     |       |
| 2003–04   | 1       | 2       | 30       | 22 | 4  | 4  | 62 | 19 | 70  | Campeão    | UC     | 1ª rodada                     |       |
| 2004–05   | 1       | 1       | 30       | 26 | 2  | 2  | 63 | 19 | 80  | 2º lugar   | UC     | Rounda 16                     |       |
| 2005–06   | 1       | 1       | 30       | 23 | 6  | 1  | 64 | 14 | 75  | Finais     | UC     | Rounda 32                     |       |
| 2006–07   | 1       | 2       | 30       | 19 | 6  | 5  | 57 | 20 | 63  | 2º lugar   | UC     | Rounda 16                     |       |
| 2007–08   | 1       | 1       | 30       | 24 | 2  | 4  | 75 | 24 | 74  | Campeão    | UCL    | 1                             |       |
| 2008–09   | 1       | 2       | 30       | 19 | 7  | 4  | 47 | 16 | 64  | 2º lugar   | UC     | Campeão                       |       |
| 2009–10   | 1       | 1       | 30       | 24 | 5  | 1  | 62 | 18 | 77  | 1/2 finals | EL     | Rounda 32                     |       |
| 2010–11   | 1       | 1       | 30       | 23 | 3  | 4  | 53 | 16 | 72  | Campeão    | UCL    | Quartas de final              |       |
| 2011–12   | 1       | 1       | 30       | 25 | 4  | 1  | 80 | 18 | 79  | Campeão    | UCL    | Fase de grupos                |       |
| 2012–13   | 1       | 1       | 30       | 25 | 4  | 1  | 82 | 18 | 79  | Campeão    | UCL    | Rounda 16                     |       |
| 2013–14   | 1       | 1       | 28       | 21 | 2  | 5  | 62 | 23 | 65  | 2º lugar   | UCL EL | Fase de Grupos Dezasseis-avos |       |
| 2014–15   | 1       | 2       | 26       | 17 | 5  | 4  | 71 | 21 | 56  | 2º lugar   | UCL    | Dezasseis-avos                |       |

### Maior artilheiro
Luiz Adriano (128 gols)

## Elenco atual
Última atualização: 24 de julho de 2025.

### Transferências
Legenda
| - : Jogadores que retornam de empréstimo | - : Jogadores emprestados |

| Entradas   |      |                |              |
| Jogador    | Pos. | Clube anterior | Valor        |
| Kauã Elias | A    | Fluminense     | € 17 000 000 |

| Saídas           |      |                  |            |
| Jogador          | Pos. | Clube de destino | Valor      |
| Marlon Santos    | Z    | Fluminense       | Emprestado |
| Viktor Kornienko | LE   | Vorskla Poltava  | Emprestado |

## Futebolistas notáveis
| - Viktor Chanov - Yuriy Degterev - Lucas Sorin - Igor Petrov - Anatoly Konjkov - Valery Lobanovsky - Vitaliy Starukhin - Serhiy Atelkin - Oleh Matviiv - Serhiy Popov - Serhiy Rebrov - Anatoliy Tymoschuk - Hennadiy Orbu - Valeriy Kryventsov - Oleksiy Byelik - Sergey Shcherbakov - Hennady Zubov |  | - Yuri Virt - Dimitri Shutkov - Andriy Vorobey - Vyacheslav Sviderskiy - Andriy Pyatov - Bernard - Marlos - Elano - Matuzalém - Douglas Agnelo - Ilsinho - Willian - Luiz Adriano - Jonas Paulo - Fernandinho - Douglas Costa - Alex Teixeira |  | - Jadson - Taison - Dentinho - Fred - Tolga Seyhan - Mariusz Lewandowski - Assane N'Diaye - Julius Aghahowa - Isaac Okoronkwo - Ciprian Marica - Flavius Stoican - Răzvan Raţ - Viktor Onopko - Predrag Pažin - Cristiano Lucarelli - Jan Laštůvka - Tomáš Hübschman |  | - Zvonimir Vukić - Marcelo Moreno - Eduardo da Silva - Mkhitaryan - Facundo Ferreyra |  |

## Excursão ao Brasil
No começo de 2015, o time ucraniano realizou uma excursão ao Brasil para amistosos contra cinco grandes clubes brasileiros: Bahia, Flamengo, Atlético-MG, Internacional e Cruzeiro. As partidas contra Flamengo e Cruzeiro fizeram parte da Granada Cup 2015.

### Granada Cup 2015
| 18 de janeiro | FLAMENGO: Paulo Victor (César); Léo Moura (Pará), Wallace (Bressan), Samir (Marcelo) e Anderson Pico (Thallysson); Cáceres (Márcio Araújo), Canteros (Luiz Antonio) e Eduardo da Silva (Nixon); Gabriel (Arthur Maia), Marcelo Cirino (Alecsandro) e Everton (Mugni). Técnico: Vanderlei Luxemburgo | 0 – 0              | SHAKHTAR: Pyatov; Darjo Srna (Ilsinho), Rakitsky, Kucher (Kryvtsov) e Shevchuk (Ismaili); Fred (Dmytro), Fernando, Douglas (Marlos), Alex Teixeira (Wellington Nem) e Bernard (Taison); Luiz Adriano (Gladky) Técnico: Mircea Lucescu | Mané Garrincha                                                 |
| 17h00         | | Esporte Interativo | | Público: 26 011 Renda: R$ 1.936.960,00 Árbitro: Rodrigo Raposo |

| Flamengo | Shakhtar |

| 25 de janeiro | Cruzeiro    | 1 – 1                                        | Shakhtar Donetsk  | Mané Garrincha                      |
| 17h00         | Judivan 66' | Esporte Interativo Fox Sports TV Globo Minas | 29' Alex Teixeira | Público: 6 872 Renda: R$ 511.480,00 |

| Cruzeiro | Shakhtar |

### Outros Amistosos
| 16 de janeiro | Bahia                          | 3 – 2              | Shakhtar Donetsk                     | Arena Fonte Nova                                                     |
| 18h00         | Kieza 14' · Zé Roberto 57' 65' | Esporte Interativo | Alex Teixeira 27' · Luiz Adriano 38' | Público: 17 591 Renda: R$ 539.638,50 Árbitro: Jailson Macedo Freitas |

| Bahia | Shakhtar |

| 21 de janeiro | Atlético Mineiro                                              | 4 – 2                         | Shakhtar Donetsk                     | Independência                        |
| 20h30         | Lucas Pratto 16' · Carlos 41' · Leonardo Silva 44' · Dodô 55' | Esporte Interativo Fox Sports | Oleksandr Hladkyi 37' · Fernando 87' | Público: 20 795 Renda: R$ 575.445,00 |

| Atlético MG | Shakhtar |

| 23 de janeiro | Internacional | 1 - 2                         | Shakhtar Donetsk             | Beira Rio                               |
| 20h00         | Aránguiz 51'  | Esporte Interativo Fox Sports | Luiz Adriano 4' · Taison 25' | Público: 34 598 Árbitro: Leandro Vuaden |

| Internacional | Shakhtar |